# Бюлов-Хюбе, Вивианна Торун
Вивианна Торун Бюлов-Хюбе (швед. Vivianna Torun Bülow-Hübe; 4 декабря 1927, Мальмё — 3 июля 2004, Копенгаген) — известный шведский дизайнер, серебряных дел мастер. Одна из первых женщин-ювелиров, добившихся международного признания. Среди известных работ — часы «Вивианна», браслет «Мёбиус» и ожерелье «Росинка» (англ. Dew Drop).

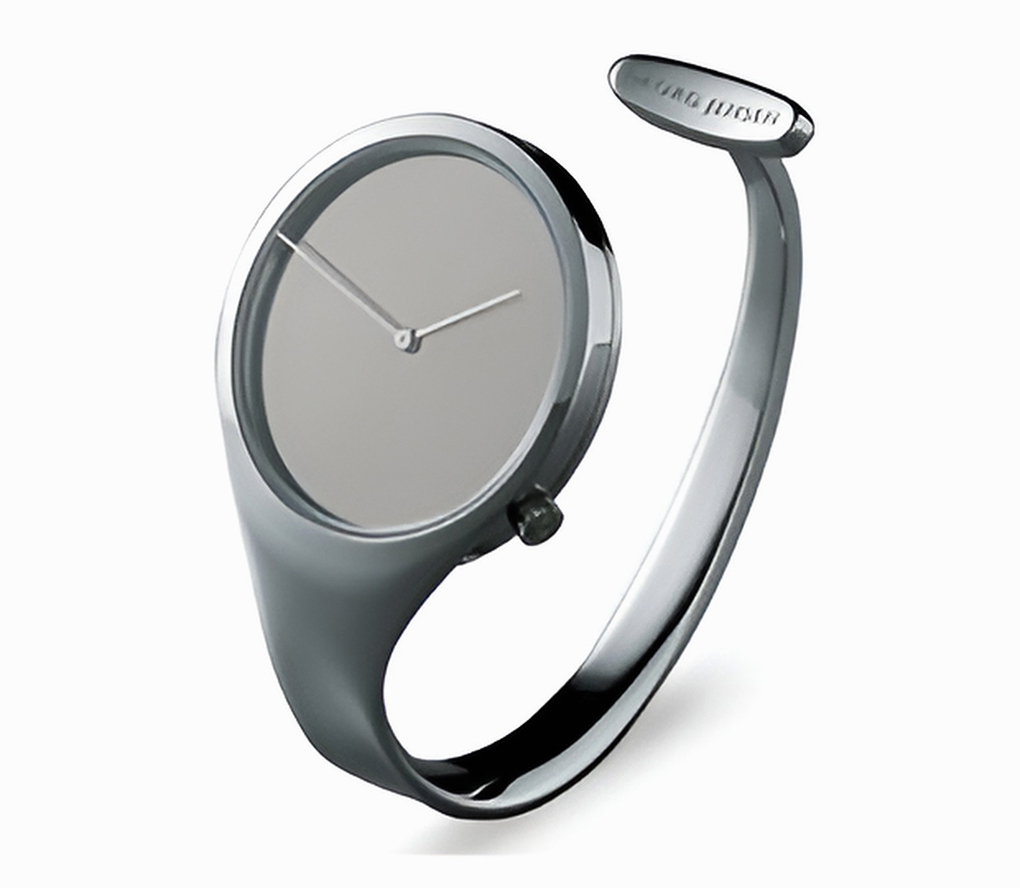
Вивианна, 1962.